# طارق حسن
طارق حسن (29 سيبتمبر 1960 -)  كبير مقدمي البرامج بالتليفزيون المصري، تخرج في أكاديمية الفنون بالقاهرة عام 1984 من المعهد العالي للفنون المسرحية، قسم الدراما، والنقد، المسرحي في مايو 1984

## مسيرته
- بدأ حياته ممثلا هاوياً بقصر الثقافة في محافظة الإسماعيلية التي تقع على قناة السويس، سنة 1977 ومثل مرحيات: الفخ تأليف ألفريد فرج واخراج علي عبد العزيز، ملك يبحث عن وظيفة تأليف دكتور سمير سرحان، أمسية للسلام، الكهف تأليف توفيف الحكيم واخراج علي عبد العزيز، تاجر الندقية تأليف وليم شكسبير وإخراج علي عبد العزيز وغيرها من المسرحيات. والتحق بكلية دار العلوم كي يدرس اللغة العربية وآدابها بعد نجاحه في الثانوية العامة سنة 1980 ولكن شغفه بالمسرح والدراما جعله يترك الدراسة بهذه الكلية ويتقدم للمسابقة التي تجريها أكاديمية الفنون كل عام للمتقدمين للدراسة
- بالفعل نجح في الاختبارت وأصبح من تلامذة كبار المبدعين الذين شكلوا منابع للفن والعلم وأثروا في مسار طارق حسن تأثيراً عظيماً.
- حصل على بكالوريوس الفنون المسرحية بتقدير جيد جدا ثم ادي الخدمة العسكرية، وبعدها عاد إلى مباشرة العمل الفني فالتحق بالمسرح المتجول كمساعد مخرج وفي هذه الأثناء حصل على عضوية نقابة المهن التمثيلية
- عمل بمجال المسرح فور تخرجه، وساعد في عدة مسرحيات لمسرح الدولة مع أشهر المخرجين، منها: الحكمة والسيف على المسرح المتجول إخراج عبد الغفار عودة، ومسرحية القاتل خارج السجن تأليف محمد سلماوي واخراج سعد أردش، ومسرحية سالومي تأليف محمد سلماوي وأخراج فهمي الخولي وبطولة رغدة ونور الدمرداش حيث عرضت عام ١٩٨٧ وقام طارق حسن بتصميم الإضاءة المسرحية حيث مثلت لأول مرة في مقياس النيل وتم بناء مسرح وتجهيزه خصيصا للعرض. عمل مساعد ثالث في مسلسل الثمن إخراج أحمد توفيق، وقام بالتمثيل في عروض كثيرة في الثقافة الجماهيرية ومسرح الدولة، كما قام بالتمثيل في فيلم سينمائي اسمه حادي بادي من إخراج حسن الصيفي بطولة سمير غانم، دلال عبد العزيز، فريد شوقي، زهرة العلا. ولكنه قابل ظروفا صعبة في المجال الفني مما جعله يهاجر إلى العراق باحثاً عن مناخ فني أفضل، وقد لقي صعوبات رهيبة في العمل حين تقدم لمسرح هواة يدعى (مسرح 60 كرسي) بشارع السعدون، وسعي للعمل لدي المسرح القومي العراقي ولكنه لم يوفق، فذهب لدائرة الثقافة والاعلام آملاً الحصول على فرصة وتقدم بأوراقه ولكنهم لم يتصلوا به، حتى كاد اليأس يحطمه، ولكنه ظل يواصل القراءة في شتى المعارف الإنسانية حتى يتحصن بالثقافة، وأثناء وجوده في بغداد علم أنه  عُيَّن في المسرح الحديث فعاد لمصر لاستلام العمل ولكنه وجد أن اللوائح تتطلب استلام العمل في مدة أسبوعين من تاريخ إعلام طالب الوظيفة، فقد عينوه ورفدوه في خلال أسبوعين، لكن مدير المسرح الفنان محمود الحدينى كتب توصية لرئيس هيئة المسرح آنذاك صلاح السقا (والد الفنان أحمد السقا) الذي رفض التصديق على إعادة طارق حسن للعمل باعتباره لم يتسلم العمل في الوقت المحدد حسب اللوائح والقوانين، فاختاره المخرج فهمي الخولي ليكون ضمن فريق الإخراج في مسرحية (سالومي) التي كتبها محمد سلماوي، وكانت من بطولة رغدة ونور الدمرداش وأسند إليه العمل في مجال تصميم وتنفيذ إضاءة العرض المسرحي، فكأن أصغر شاب يعمل في مجال الإضاءة المسرحية في مصر
- في تلك الثناء نشر إعلان في الصحف عن افتتاح قناة تليفزيونية في محافظة الإسماعيلية (موطنه الأصلي) وفي الإعلان وظائف عديدة منها وظيفة مقدم برامج ومذيع.. فتقدم إلى الامتحانات، ونجح في اختبار وظيفة مقدم برامج في القناة الوليدة في محافظات القناة (القناة الرابعة ـ تليفزيون القناة) سنة 1988 وكان من الرعيل الأول والمؤسس، فأسندت لها مهمة إخراج أول أغنية (فيديو كليب) نظرا لكونه المتخصص الوحيد والمؤهل بحكم خبرته السابقة.
- قدم على شاشة القناة الرابعة (الكنال حاليا) العديد من البرامج منها على سبيل المثال:-
- برنامج: ألبوم،  يقدم فناني منطقة القناة ويحلل لوحاتهم بأسلوب علمي وشبه متخصص
- مواهب على الطريق،  كشاف للمواهب الفنية في الغناء والشعر والعزف والتمثيل
- الفن الشعبي، يناقش مع أصحاب الحرف والفنون الشعبية تقنيات هذه العملية من زاوية فنية كما يلقي نظرة على معوقات تنميتها وآفاقها المستقبلية
- عالم الكوميديا،  أول برنامج يستضيف نجوم المسرح ليناقش ويحلل ويفجر قضايا الكوميديا على أكثر من مستوى
- سينما القناة الرابعة،  وهو متخصص في رصد وعرض الأفلام التسجيلية والروائية القصيرة باستضافة مبدعيها
- صور، مرحلة أخرى من تحليل اللوحة التشكيلية عن طريق التعليق الصوتي الذي يغوص في عالم المبدع لكشف وسبر أغوار  التقنيات
- دعوة على الهواء، فتح أفق المواطن على المتغيرات وعوامل التنمية التي تجري داخل البيئة المحلية وذلك باستضافة أنماط مختلفة من الناس لمناقشات متعددة في شتى نواحي الحياة والمجتمع
- القناة في حياتي،  يلقي هذا البرنامج الضوء على الذين عاصروا أو ساهموا في صنع تاريخ منطقة قناة السويس
- فوتوغرافيا، منطقة مجهولة من التاريخ سجلتها الصحافة أو الصورة واحتفظ بها أحد المشاركين في الحدث
- قصائد ملونة، لوحة تفجر قصيدة أو العكس، والبرنامج يعرض بالشعر والأداء الدرامي للوحة والقصيدة والمبدع
- وفي مجال البرامج الرياضية:  قدم برنامج صفارة الحكم   في القناة الرابعة، الذي يغطي مباريات الدوري العام في مصر، كما قام بتغطية مباريات النادي الإسماعيلي في كأس أفريقيا، ومباريات كأس العالم للناشئين 1997، وبعض مباريات المنتخب المصري لكرة القدم. كذلك قدم سلسلة من الندوات للقناة الرابعة كانت مخصصة لمناقشات رياضية ساخنة.
- وفي عام 1998 انتقل إلى العمل في القناة الثالثة بالقاهرة حيث كان متزوجا ومقيماً في مصر الجديدة ويسافر إلى الإسماعيلية يوما بعد يوم لتقديم برامجه، مما عرضه لحادث مروع على الطريق، فكتب طلب نقل إلى القاهرة وبهذا استقر بجوار أسرته
- عمل في القاة الثالثة (القاهرة حاليا) برامج مختلفة لكنه أحب برامج خدمة الجماهير، وأصبح من خبراء الاعلام السكاني، وخدمة المجتمع فتتلمذ على يد أهم مقدم برامج جماهيرية في القناة الثالثة وهو عادل المصري
- الخبرات الادارية عمل مساعدا لرئيس قناة (التنوير) المصرية في بداية بثها، وقام باختيار وتدريب الكوادر الشابة التي اعتمدت عليهم القناة فيما بعد وحتى الآن من المذيعين والمذيعات.كما أعد وقدم العديد من القضايا الساخنة عبر شاشة قناة التنوير. عمل مساعدا لرئيس القناة الثالثة (٢٠٠٥ إلى ٢٠٠٩) في وضع جداول العمل والتخطيط للبرامج وأهدافها ومساراتها، وكان جل تركيزه على الاحتفاظ بهوية القناة الثالثة بارتباطها بالبيئة المحلية، وتأكيد تفاعلها مع الحوادث والأحداث التي تهم المواطن المصري فهي أول قناة خدمية في الوطن العربي واقدم هذه القنوات قدرة على التفاعل مع المواطن البسيط ببرامجها المتنوعة في هذا المجال.
- له كتاب بعنوان   ( شوارع الإنترنت)   وقد طبع عام 1999 . دار غريب للطبع والنشر، مصر
- له مجموعة قصصية بعنوان (المسافة الزرقاء  ) طبعت عام 2002 طبعت بالهيئة العامة للكتاب، القاهرة، مصر
- له رواية للطفل بعنوان ( العجيبة الثامنة ) طبعت عام 2000 طبعت بالهيئة العامة للكتاب، القاهرة، مصر
- مسرحية 1. 2 and Nora
- خرج على المعاش سنة 2020 وتفرغ للكتابة والاخراج حيث يقدم مسلسلات اذاعية تنتج وتثل في البيوت في ظل الاجراءات الاحترازية لوباء كورونا Covid-19 وقدم حتى الآن مسلسل (ترانزيت) الذي يعد أول عمل اذاعي مصري على يوتيوب يمثل وينتج من البيوت، حيث يقوم الممثلون بأداء الأدوار في بيوتهم ويتم إرسال ملفات الصوت ويقوم طارق حسن بعمل المونتاج وهندسة الصوت في البيت أيضا على الكومبيوتر مستغلا قدراته في العمل على برامج تحرير الصوت مثل برنامج بروتولز Avid Pro Tools وضع التصور الموسيقى والدرامي للاحداث.
- ومسلسل (لوكاندة العتبة الخضرا) الذي يتم بنفس التقنية ومجموعة من هواة التمثيل

- المراجع

1. ↑  طارق حسن - موقع السنما نسخة محفوظة 21 أغسطس 2017 على موقع واي باك مشين.